# Leonardo Domenici
Leonardo Domenici (n. 12 iulie 1955) este un om politic italian, membru al Parlamentului European în perioada 2009-2014 din partea Italiei, este membru al Camerei Deputaților al țării sale (1994-1999).
Domenici a fost primar al orașului Florența (1999-2009).
1. ↑  Deputații în Parlamentul European